# Hervanta
Hervanta es un distrito de la ciudad de Tampere, en Finlandia central.
Está situada a unos 10 km del centro de la ciudad, y conectada por 5 líneas de autobuses. Su población es de unos 30.000 habitantes, ubicados en numerosos bloques de apartamentos, además de numerosa vivienda unifamiliar. Ocupa una superficie de 13.8 km² 
Cuenta con un gran centro comercial llamado DUO diseñado por Reima Pietilä, así como restaurantes, bares, locales de comida rápida, farmacias, piscina, y abundantes colegios y jardines de infancia para atender a una población joven, y con gran porcentaje de inmigración.
En centro médico dispone de servicios para atender a la población.
Cerca de 5.000 habitantes son estudiantes de la Universidad de Tecnología de Tampere y la Academia de Policía. El complejo de apartamentos más grande es Mikontalo.

## Hermia
Cercano a la universidad se encuentra Hermia, el centro tecnológico sede de grandes empresas de Tecnologías de la información y la comunicación, de las cuales Microsoft (antes Nokia) es la más importante, seguida por Intel, ABB, Qualcomm, Synopsis.
De hecho fue en esta localidad donde se efectuó la primera llamada de Telefonía móvil con tecnología GSM en 1991.

## Entretenimiento
En la parte norte se encuentra Lukonmäki, una rampa de salto de esquí que opera mientras haya nieve, normalmente entre noviembre y abril. Los lagos están helados durante el invierno y es posible esquiar, patinar, y jugar a hockey sobre hielo. También se encuentran 3 pistas de hielo de acceso público.
Hacia el este está el lago Suolijärvi, en el que es posible bañarse y tomar el sol durante el tiempo cálido, normalmente el mes de julio.
Todo el barrio contiene bosques entre los edificios y alrededor suyo, por lo que existen sendas para pasear por el bosque.
Cerca del centro se encuentra un parque caninos donde se pueden dejar sueltos a los perros. En el resto de la ciudad es obligatorio que los animales estén sujetos por una correa.
Näyttelijänpuisto es un parque situado en el sur, con un campo de frisbee golf de 18 hoyos.